# Lawrence Vincent Ryan
Lawrence Vincent Ryan (* 22. Juni 1923 in Saint Paul; † 23. November 2019 in Cupertino) war ein US-amerikanischer Philologe.

## Leben
Der Sohn von Thomas und Marguerite Ryan erwarb seinen B.A. in Englisch an der University of St. Thomas (Minnesota). Er promovierte in Englisch an der Northwestern University.
Während des Zweiten Weltkriegs war er Oberleutnant des Marine Corps und wurde in der Schlacht von Iwo Jima verletzt. Er lehrte ab 1952 an der Stanford University bei, wo er bis zu seiner Emeritierung 1988 eine lange und bemerkenswerte Karriere als Professor hinter sich hatte.
Er war spezialisiert auf das Studium der Literatur der Renaissance, hauptsächlich der englischen, aber auch mit einem sekundären Schwerpunkt auf dem italienischen Humanismus des Mittelalters und der Renaissance. Am 23. November 2019 verstarb Lawrence Vincent Ryan mit 96 Jahren in Cupertino.

## Schriften (Auswahl)
- Hg.: A science reader. New York 1959, OCLC 316826103.
- Roger Ascham. Stanford 1963, OCLC 466638692.
- Hg.: William Shakespeare: Henry VI, part one. New York 1967, OCLC 716074887.
- Hg.: Roger Ascham: The schoolmaster (1570). Ithaca 1967, OCLC 945779715.